# قلمرو تسوروگا
قلمرو تسوروگا (به ژاپنی: 敦賀藩, Tsuruga-han)، یک قلمرو فئودالی دایمیوهای فودای در دوره ادو بود. این قلمرو در ولایت اچیزن، در منطقه هوکوریکو هونشو واقع شده است.